# Caspar Hennenberger

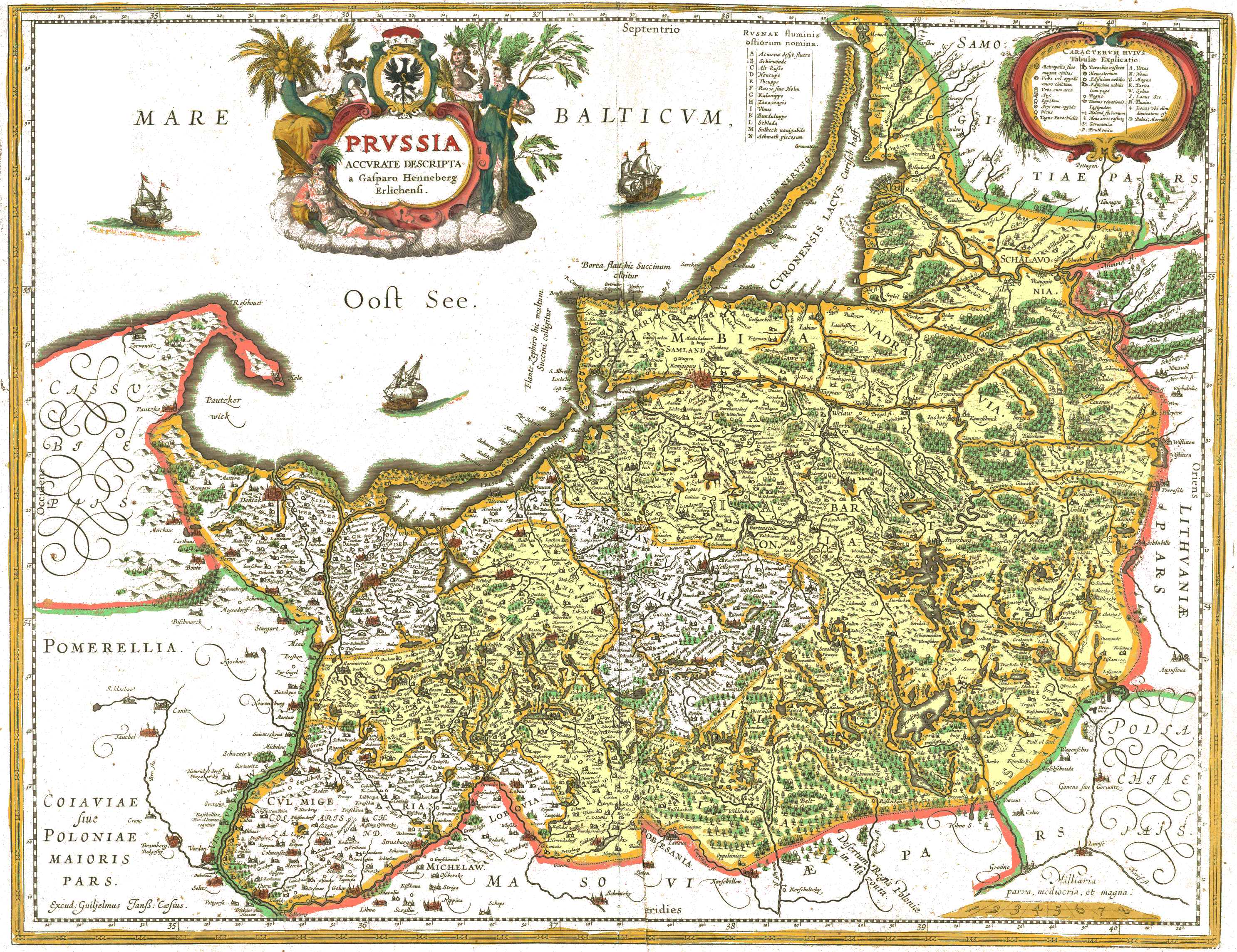
Karte von Preußen a Gasparo Henneberg Erlichensi, Nachdruck durch Willem Blaeu, nachträgliche Flächenkolorierung durch Wikipedia

Kaspar oder Caspar Henne(n)berg(er) (* 1529; † 29. Februar 1600 in Königsberg i. Pr.) war ein deutscher Pfarrer, der als Kartograf und Landeskundler bekannt wurde.

## Leben
Er stammte aus einem Ort, der mit Erlich bzw. Ehrlichen angegeben wird, und in Thüringen oder in Oberfranken südlich von Hof oder in Franken gesucht wird.
Hennenberger, dessen Name auch als Hennenberg, Henneberger und Henneberg angegeben wird, studierte Theologie an der Universität Königsberg i. Pr., woselbst er am 30. Juni 1550 als Casparus Hennenberger, Francus immatrikuliert wurde, und war ab 1554 Pfarrer in Domnau und Kaplan in Georgenau, dann 29 Jahre lang Pfarrer in Mühlhausen in Natangen und seit 1590 Geistlicher am Hospital im Löbenicht in Königsberg i. Pr.
Bald nach 1555 veröffentlichte er eine Landkarte von Livland im Druck, von der kein Exemplar überliefert ist, und 1576 die erste genaue Karte von Preußen. Willem Blaeu, Abraham Ortelius und andere Kartografen benutzten die Karte weiter.
In seinen beiden Büchern brachte er eine Fülle an volkskundlichen und landeskundlichen Nachrichten, illustriert mit Holzschnitten.

## Schriften
- Kurtze vnd warhafftige Beschreibung des Landes zu Preussen. Königsberg i. Pr. 1584. Online bei BSB. Online bei WDB
- Erclerung der Preüssischen groessern Landtaffel oder Mappen. Königsberg i. Pr. 1595. Online bei BSB
- Aus einem Kollektaneenbuche Caspar Hennenbergers (mitgeteilt von John William Pierson).  In: Zeitschrift für Preußische Geschichte und Landeskunde. Band 2, Berlin 1873, S. 56–64,  S. 85–100 und S. 482;  Band 11, Berlin 1874, S. 28–32 und S. 357–364.

## Belege
1. ↑  Neue Preußische Provinzial-Blätter, Band 6, Königsberg i. Pr. 1848, S. 371. Online
2. ↑  ADB-Biographie 1880
3. ↑  NDB-Biographie 1969
4. ↑  Georg Erler: Die Matrikel der Albertus-Universität zu Königsberg i. Pr. Band 1. Die Immatrikulationen von 1544–1656. Duncker & Humblot, Leipzig 1910, S. 11

| Personendaten    | Personendaten                                  |
| ---------------- | ---------------------------------------------- |
| NAME             | Hennenberger, Caspar                           |
| ALTERNATIVNAMEN  | Hennenberger, Kaspar                           |
| KURZBESCHREIBUNG | deutscher Pfarrer, Kartograf und Landeskundler |
| GEBURTSDATUM     | 1529                                           |
| STERBEDATUM      | 29. Februar 1600                               |
| STERBEORT        | Königsberg                                     |